# Joseph A. Becker
Joseph Adam „Joe“ Becker (* 24. Januar 1897 in der Saarregion; † vor 13. Juli 1961) war ein US-amerikanischer Physiker.

## Leben
Als er drei Jahre alt war, folgte er seinen Eltern Nicholas und Katherine (Paulus) Becker in die USA. Ab 1903 besuchte er die St. Nicholas School in Brooklyn, ab 1910 die Newtown High School in Elmhurst und studierte 1914–1918 an der Cornell University in Ithaca. Nach Erwerb seines B.S. arbeitete er am National Bureau of Standards und für die Westinghouse Electric Company. Nachdem er 1922 am Cornell seinen Ph.D. mit der Arbeit The Effect Of The Magnetic Field On The Absorption Of X-Rays erworben hatte, arbeitete er für zwei Jahre als Forschungsstipendiat am California Institute of Technology. In seiner Studienzeit wirkte er auch als Redakteur des The Sibley Journal of Engineering.
Um 1924/25 wurde er Research Physicist an den Bell Telephone Laboratories (BTL) in New York City. Er arbeitete zunächst auf dem Gebiet der Röntgenstrahlen, Magnetismus, thermische Emission und Adsorption, sowie an Oxid-beschichteten Glühfäden. Später wandte er sich Halbleitern für Varistoren und Thermistoren zu. Kupferoxid war der damals am besten bekannte Halbleiter, und so versuchte er zusammen mit Harald Friis auch Russell S. Ohl zu überzeugen, an diesem Material zu forschen. Am 1. August 1929 kam Walter Brattain in sein Labor und untersuchte Kupferoxid-Gleichrichter. Ab 1932 arbeitete er mit Brattain und Gerald Pearson an Varistoren. Becker erhielt 15 Patente.
Er diente als Berater des National Research Council und im Zweiten Weltkrieg im Office of Scientific Research and Development. 1928 wurde er zum Fellow der American Physical Society und 1943 zum Fellow des American Institute of Electrical Engineers (AIEE) gewählt. Ab 1953 arbeitete er mit C. D. Hartman am Feldelektronenmikroskop. Nachdem er bei BTL in den Ruhestand getreten war, lehrte er am Texas A&M College. Er schrieb für das Review of Scientific Instruments und war Mitglied der American Physical Society  und der American Association for the Advancement of Science.

## Veröffentlichungen
- The Life History of Adsorbed Atoms, Ions, and Molecules. In: Annals of the New York Academy of Sciences. Band 58, Nr. 6, 1954, S. 723–740, doi:10.1111/j.1749-6632.1954.tb45870.x.
- Thermionic and Adsorption Characteristics of Caesium on Tungsten and Oxidized Tungsten. In: Physical Review. Band 28, Nr. 2, 1. August 1926, S. 341–361, doi:10.1103/PhysRev.28.341.
- mit Donald W. Mueller: On Electrical Fields near Metallic Surfaces. In: Physical Review. Band 31, Nr. 3, 1. März 1928, S. 431–440, doi:10.1103/PhysRev.31.431.
- mit W.H. Brattain: The Thermionic Work Function and the Slope and Intercept of Richardson Plots. In: Physical Review. Band 45, Nr. 10, 15. Mai 1934, S. 694–705, doi:10.1103/PhysRev.45.694.
- Thermionic Electron Emission and Adsorption Part I. Thermionic Emission. In: Reviews of Modern Physics. Band 7, Nr. 2, 1. April 1935, S. 95–128, doi:10.1103/RevModPhys.7.95.
- Structure and Properties of Solid Surfaces. University of Chicago Press, Chicago, 1952.
- mit Irving Langmuir: Thermionic phenomena. Pergamon Press, Oxford [u. a.] 1961.